# Halocharis sulphurea
Halocharis sulphurea är en amarantväxtart som först beskrevs av Horace Bénédict Alfred Moquin-Tandon, och fick sitt nu gällande namn av Horace Bénédict Alfred Moquin-Tandon. Halocharis sulphurea ingår i släktet Halocharis och familjen amarantväxter. Inga underarter finns listade i Catalogue of Life.